# Aleksiej Rodiczew
Aleksiej Wiktorowicz Rodiczew (ros. Алексей Викторович Родичев; ur. 24 marca 1988 w Bałakowie) – rosyjski siatkarz, grający na pozycji przyjmującego. Od sezonu 2017/2018 występuje w drużynie Lokomotiw Nowosybirsk.

## Sukcesy klubowe
Puchar CEV:
- 2016

Mistrzostwo Rosji:
- 2020
- 2021

## Sukcesy reprezentacyjne
Memoriał Huberta Jerzego Wagnera:
- 2018